# 篠原村 (静岡県)
篠原村（しのはらむら、しのわらむら）は、静岡県敷知郡・浜名郡にあった村である。
現在の浜松市中央区篠原町、坪井町、馬郡町にあたり、遠州灘に近い住宅街として発展している地区である。

## 歴史
- 1889年（明治22年）4月1日 - 町村制の施行により、敷知郡篠原村、馬郡村［大部分］、坪井村が合併して篠原村が発足。
- 1896年（明治29年）4月1日 - 郡の統合により浜名郡に所属。
- 1961年（昭和36年）6月20日 - 浜松市に編入。

## 交通
- 日本国有鉄道
  - 東海道本線
    - 舞阪駅(旧称・馬郡駅)
- 遠州鉄道バス
  - 浜名線(10・12)
  - 小沢渡線(16・16-4)

## 教育

### 幼稚園・保育園
- 舞阪駅前区立春日幼稚園
- 宗教法人花園幼稚園

篠原保育園は、浜松市に合併後の1974年開園。

### 小学校
- 篠原村立篠原小学校

### 中学校
- 篠原村立篠原中学校[1]